# Nederlandse kampioenschappen shorttrack afstanden 2021
Het Nederlands kampioenschap shorttrack afstanden 2021 werd op 12 en 13 december 2020 gehouden in Heerenveen. Het was de eerste officiële editie van het toernooi, dat aan de kalender werd toegevoegd vanwege het niet doorgaan van de volledige wereldbeker shorttrack vanwege de coronapandemie. De allroundtitel werd drie weken later vergeven op het Nederlands kampioenschap shorttrack 2021.

## Resultatenoverzicht
|         | 500 meter         | 1000 meter        | 1500 meter        |
| ------- | ----------------- | ----------------- | ----------------- |
| Mannen  | Sjinkie Knegt     | Sjinkie Knegt     | Jens van 't Wout  |
| Vrouwen | Suzanne Schulting | Suzanne Schulting | Suzanne Schulting |

## Mannen
| #      | Schaatser         | Tijd   |
| ------ | ----------------- | ------ |
| Goud   | Sjinkie Knegt     | 42,146 |
| Zilver | Itzhak de Laat    | 42,339 |
| Brons  | Melle van 't Wout | 42,472 |
| 4      | Jens van 't Wout  | 42,485 |
|        |                   |        |
| 5 (B1) | Daan Breeuwsma    | 41,492 |
| 6 (B2) | Hugo Bosma        | 41,586 |
| 7 (B3) | Jenning de Boo    | 41,622 |
| 8 (B4) | Hessel van Berkum | 42,046 |

| #      | Schaatser      | Tijd     |
| ------ | -------------- | -------- |
| Goud   | Sjinkie Knegt  | 1.31,255 |
| Zilver | Itzhak de Laat | 1.31,285 |
| Brons  | Friso Emons    | 1.31,419 |
| 4      | Sven Roes      | 1.31,428 |
| 5      | Teun Boer      | 1.31,570 |
|        |                |          |
| 6 (B1) | Daan Breeuwsma | 1.24,678 |
| 7 (B2) | Bram Steenaart | 1.24,765 |
| 8 (B3) | Kay Huisman    | 1.25,004 |

| #      | Schaatser        | Tijd     |
| ------ | ---------------- | -------- |
| Goud   | Jens van 't Wout | 2.22,337 |
| Zilver | Itzhak de Laat   | 2.22,435 |
| Brons  | Sven Roes        | 2.22,552 |
| 4      | Sjinkie Knegt    | 2.22,838 |
| 5      | Kay Huisman      | 2.23,209 |
| 6      | Friso Emons      | 2.23,305 |
| 7      | Koen Slootweg    | 2.24,658 |
|        |                  |          |
| 8 (B1) | Teun Boer        | 2.28,769 |

## Vrouwen
| #      | Schaatser          | Tijd     |
| ------ | ------------------ | -------- |
| Goud   | Suzanne Schulting  | 43,328   |
| Zilver | Xandra Velzeboer   | 43,372   |
| Brons  | Rianne de Vries    | 43,568   |
| 4      | Selma Poutsma      | 1.20,725 |
|        |                    |          |
| 5 (B1) | Yara van Kerkhof   | 44,335   |
| 6 (B2) | Michelle Velzeboer | 44,488   |
| 7 (B3) | Gioya Lancee       | 44,550   |
| 8 (B4) | Marijn Wiersma     | 46,419   |

| #      | Schaatser          | Tijd     |
| ------ | ------------------ | -------- |
| Goud   | Suzanne Schulting  | 1.33,724 |
| Zilver | Selma Poutsma      | 1.34,086 |
| Brons  | Xandra Velzeboer   | 1.34,406 |
| 4      | Michelle Velzeboer | 1.34,508 |
| 5      | Rianne de Vries    | 1.34,511 |
|        |                    |          |
| 6 (B1) | Marijn Wiersma     | 1.40,591 |
| 7 (B2) | Anne Floor Otter   | 1.40,747 |
| 8 (B3) | Diede van Oorschot | 1.40,872 |

| #      | Schaatser          | Tijd     |
| ------ | ------------------ | -------- |
| Goud   | Suzanne Schulting  | 2.29,198 |
| Zilver | Xandra Velzeboer   | 2.30,540 |
| Brons  | Selma Poutsma      | 2.30,944 |
| 4      | Rianne de Vries    | 2.31,013 |
| 5      | Gioya Lancee       | 2.31,021 |
| 6      | Yara van Kerkhof   | 2.31,175 |
| 7      | Michelle Velzeboer | 2.31,388 |
|        |                    |          |
| 8 (B1) | Femke de Boer      | 2.36,858 |